# آیو (قمر)
آیو (به انگلیسی: Io) نام یکی از قمرهای سامانهٔ قمری مشتری و یکی از قمرهای گالیله‌ای است. آیو نزدیک‌ترین قمر از قمرهای گالیله‌ای مشتری به این سیاره است. آیو سیزدهمین جسم در سامانهٔ خورشیدی بر پایهٔ جرم و حجم می‌باشد.
این قمر از نظر اندازه اندکی بزرگ‌تر از ماه است و با ۴۰۰ آتشفشان فعال، آیو فعال‌ترین جرم از نظر زمین‌شناختی در سامانهٔ خورشیدی است. علت فعالیت آتشفشانی بیش از حد آیو انرژی و اثر جزر و مدی مشتری و سایر قمرهای گالیله‌ای این سیاره بر این قمر است. این ماه در عین حال بالاترین چگالی را در میان قمرهای سامانهٔ خورشیدی دارد. پژوهشگران دریافته‌اند که سطح این قمر به شدت بوی نامطبوعی مانند بوی تخم مرغ گندیده می‌دهد که ناشی از انتشار سولفور آهن و سایر ترکیبات گوگردی از آتشفشان‌های سطح این قمر است.

## جهنم یخ‌زده
در چهارصدمین سالگرد کشف قمرهای دور مشتری، فضاپیماهای ساختهٔ دست بشر توانسته‌اند تصویری کامل از قمرهای دوردست منظومهٔ شمسی تولید کنند و چشمان ما را به شگفتی‌های این دنیاهای عجیب باز کنند. قمرهای سیاره‌های سامانهٔ خورشیدی اگرچه از نظر اندازه سر تعظیم در برابر سیاره‌ها فرود می‌آورند، اما از نظر خصوصیات عجیب و غریب خود، اغلب این والدین بی‌احساس را تحت‌الشعاع قرار می‌دهند. قمرهای مشهور سامانهٔ خورشیدی از نظر تعداد، به نسبت ۲۰ به ۱ بیشتر از سیارت آن هستند و تنوع قابل توجهی را نیز از خود نشان می‌دهند. برخی از این قمرها مانند تیتان، پیچیده‌تر از هر سیاره‌ای هستند. برخی دیگر مانند دنیای یخ‌زده اروپا، می‌تواند پناهگاهی برای حیات احتمالی باشند.
به گزارش نیوساینتیست، سال ۲۰۱۰ چهارصدمین سالگرد کشف چهار قمر بزرگ مشتری توسط گالیله است. کشفی که در یک لحظه، تعداد قمرهای شناخته شده را برای انسان ۵ برابر کرد.

## پیتزایی به بزرگی ماه
آیو اندکی از ماه زمین بزرگ‌تر است. با سطحی پر از حفره و لرزش‌های مداوم ناشی از فوران‌های آتشفشانی، آیو یک جهنم آتشین در سامانهٔ خورشیدی محسوب می‌شود. علی‌رغم سرمای کافی برای پوشاندن سطح قمر با لایه‌هایی از دی‌اکسید گوگرد منجمد وجود دارد، این قمر داخلی بزرگ مشتری، آتشفشانی‌ترین دنیای شناخته شدهٔ سامانهٔ خورشیدی است و از سطحی که تنها یک دوازدهم سطح زمین مساحت دارد، ۱۰۰ برابر بیشتر از تمام آتشفشان‌های زمین گدازه به بیرون پرتاب می‌کند. سطح آیو به واسطهٔ وجود چشمه‌های جوشان صخره‌های مذاب، چهره‌ای لکه لکه دارد و بزرگ‌ترین این دریاچه‌ها که لوکی‌پاترا نامیده می‌شود، بیش از ۲۰۰ کیلومتر عرض دارد. آیو بیش از ۱۰۰ کوه در سطح خود دارد که ارتفاع برخی از آن‌ها از قلهٔ اورست بیشتر است. آیو به پیتزای منظومه شمسی معروف است.
در سطح این قمر، ماگما با اعمال فشار ناگهانی راه خود را از میان شکاف‌های موجود در پوستهٔ صخره‌ای باز می‌کند و خطوطی از مواد مذاب را تشکیل می‌دهد که ۵۰ کیلومتر یا بیشتر طول دارد. فضاپیمای نیوهورایزنز ناسا، تصویری حرارتی از یکی از این رودخانه‌های آتشین را در سال ۲۰۰۷ (۱۳۸۶) در حین سفر خود به سمت پلوتو و هنگام عبور از کنار مشتری، ثبت کرده‌است.
برخی از فوران‌های آتشفشانی آیو آنقدر شدید هستند که تودهٔ عظیمی از گاز و خاکستر را به ارتفاع ۵۰۰ کیلومتر به داخل فضا پرتاب می‌کنند. این اتفاق وقتی رخ می‌دهد که یک جریان مواد مذاب، لایه‌های سطحی دی‌اکسید گوگرد منجمد را تبخیر کند؛ یا گاز محلول موجود در ماگما با تشکیل حباب، توده‌های پرسرعت مواد مذاب را از سطح سیاره به خارج پرتاب کند.
تمام این رفتارهای خشن آتشفشانی، نتیجهٔ جاذبهٔ هم‌زمان مشتری و دو خواهر آیو، اروپا و گانیمد است. مدت گردش مداری این قمرها دقیقاً ۲ و ۴ برابر گردش مداری آیو هست. در نتیجه، این سه قمر به‌طور متناوب در یک خط قرار می‌گیرند. در طول زمان کشش گرانشی آرام این اجتماع دوره‌ای، مدار آیو را تدریجاً به صورت بیضوی درآورده است.
اتمسفر آیو بیشتر از دی‌اکسید گوگرد تشکیل شده‌است و اندکی دارای سدیم کلرید، منواکسید گوگرد، گوگرد و اکسیژن نیز می‌باشد.
هنگامی‌که آیو این مدار را طی می‌کند، تأثیر جاذبه مشتری بر روی آیو قوی و ضعیف می‌شود. تنش‌های ناشی از این پدیده طی فرآیندی که گرمایش جزر و مدی نامیده می‌شود، قمر را از درون گرم می‌کند. این اثر بر روی آیو چنان قدرتمند است که می‌تواند صخره‌ها را ذوب کند و آتشفشان‌ها را به وجود آورد.
چنین شرایط آتشفشانی شدیدی ممکن است در عالم بسیار متداول باشد. به عنوان مثال، سیارهٔ کوروت- ۷بی که جدیداً کشف شده‌است، دارای مداری بسیار نزدیک به ستارهٔ مادر است و کشش گرانشی بسیار قدرتمندی را تحمل می‌کند. اگر مدار آن تنها اندکی بیضوی باشد، گرمایش جزر و مدی کافی برای تبدیل این سیاره به یک دنیای آتشفشانی وجود دارد؛ بنابراین آیو می‌تواند تصویری اجمالی از شرایط موجود بر روی میلیون‌ها سیارهٔ فرازمینی را در اختیار ما قرار دهد.
با این وجود، به نظر می‌رسد که آیو در حال سرد شدن است. دلیل این امر نیز به احتمال زیاد ناشی از کاهش تدریجی حالت بیضوی مدار آن، نسبت به زمان‌های گذشته‌است. ده‌ها یا شاید صدها میلیون سال بعد، تشدید مداری اروپا و گانیمد باعث خواهد شد که آیو در یک مدار تقریباً دایره‌ای، بدون گرمایش جزر و مدی قرار گیرد.

## مأموریت‌های اکتشافی
پیدایش پروازهای فضایی بدون سرنشین در دهه‌های ۱۹۵۰ و ۱۹۶۰ فرصتی برای مشاهدهٔ آیو از نزدیک بود. تأثیر این قمر بر میدان مغناطیسی مشتری در دههٔ ۱۹۶۰ کشف شد.پروازهای کناری کاوشگرهای پایونیر ۱۰ و پایونیر ۱۱ و همچنین برنامه‌های بعدی پایونیر در سال‌های ۱۹۷۳ و ۱۹۷۴ نخستین اندازه‌گیری دقیق جرم و حجم آیو را تأیید کردند و وجود جو در آیو را نشان دادند. وویجرهای ۱ و ۲ در ۱۹۷۹ از منظومه مشتری گذشتند. وویجر ۱ در مارس ۱۹۷۹ در رویارویی با آیو، آتشفشان‌های فعال را روی سطح آن شناسایی کرد و سطح رو به مشتری آن را نقشه‌برداری کرد.
ناسا فضاپیمای گالیله را در سال ۱۹۸۹ به فضا فرستاد که در دسامبر ۱۹۹۵ به مدار مشتری وارد شد و با بررسی دقیق مشتری و قمرهای آن از جمله شش پرواز کناری آیو را بین اواخر سال ۱۹۹۹ و اوایل سال ۲۰۰۲ انجام داد و موفق به گرفتن تصویرهایی با وضوح بالا از آیو شد. وجود آتشفشان‌های سیلیکاتی با دمای بالا را در سطح آیو را نیز تأیید کرد.

### مأموریت‌های آینده
دو مأموریت آینده برای قمرهای مشتری برنامه‌ریزی شده‌است. کاوشگر اقمار یخی مشتری (JUICE) یک مأموریت برنامه‌ریزی شده آژانس فضایی اروپا برای بررسی بیشتر سیستم قمری مشتری است که قرار است در مدار گانیمد قرار گیرد. JUICE برای پرتاب در سال ۲۰۲۳ برنامه‌ریزی شده‌است و ورود آن به سامانه قمری مشتری برای ژوئیهٔ ۲۰۳۱ برنامه‌ریزی شده‌است. این کاوشگر پرواز کناری با آیو انجام نخواهد داد، اما از ابزارهای خود مانند دوربین با زاویه باریک برای نظارت بر فعالیت آتشفشانی آیو و اندازه‌گیری ترکیب سطح آن در طول مرحلهٔ دو ساله مشتری در مأموریت قبل از قرارگرفتن در مدار گانیمد استفاده می‌کند.
مأموریت مدارگرد اروپا کلیپر (Europa Clipper) مأموریت برنامه‌ریزی شدهٔ دیگری است که از سوی ناسا بر قمر مشتری اروپا متمرکز شده‌است. اروپا کلیپر مانند ماموریت‌های JUICE پروازی در نزدیکی آیو نخواهد داشت، اما نظارت آن بر آتشفشان آیو از راه دور ممکن است. اروپا کلیپر یک پرتاب برنامه‌ریزی شده در سال ۲۰۲۴ با ورود به مشتری در سال ۲۰۳۰ دارد.]

## نگارخانه

آتشفشانی بر سطح آیو که به‌وسیلهٔ فضاپیمای نیو هورایزِنز از فاصله ۳۳۰ کیلومتری آیو تصویربرداری شده‌است.
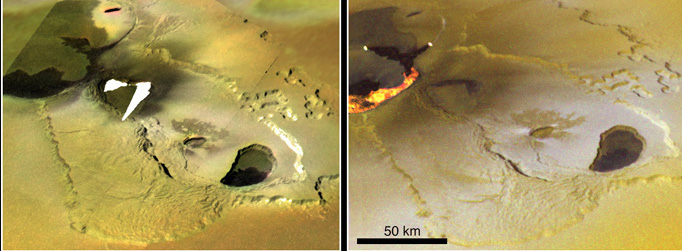
روان شدن گدازه‌های آتشفشانی بر روی آیو که به‌وسیلهٔ فضاپیمای گالیله تصویربرداری شده‌است.
- فیلم گردش آیو و حلقه نارنجی رنگ در اطراف آتشفشان پله که فعالترین آتشفشان آیو می‌باشد.
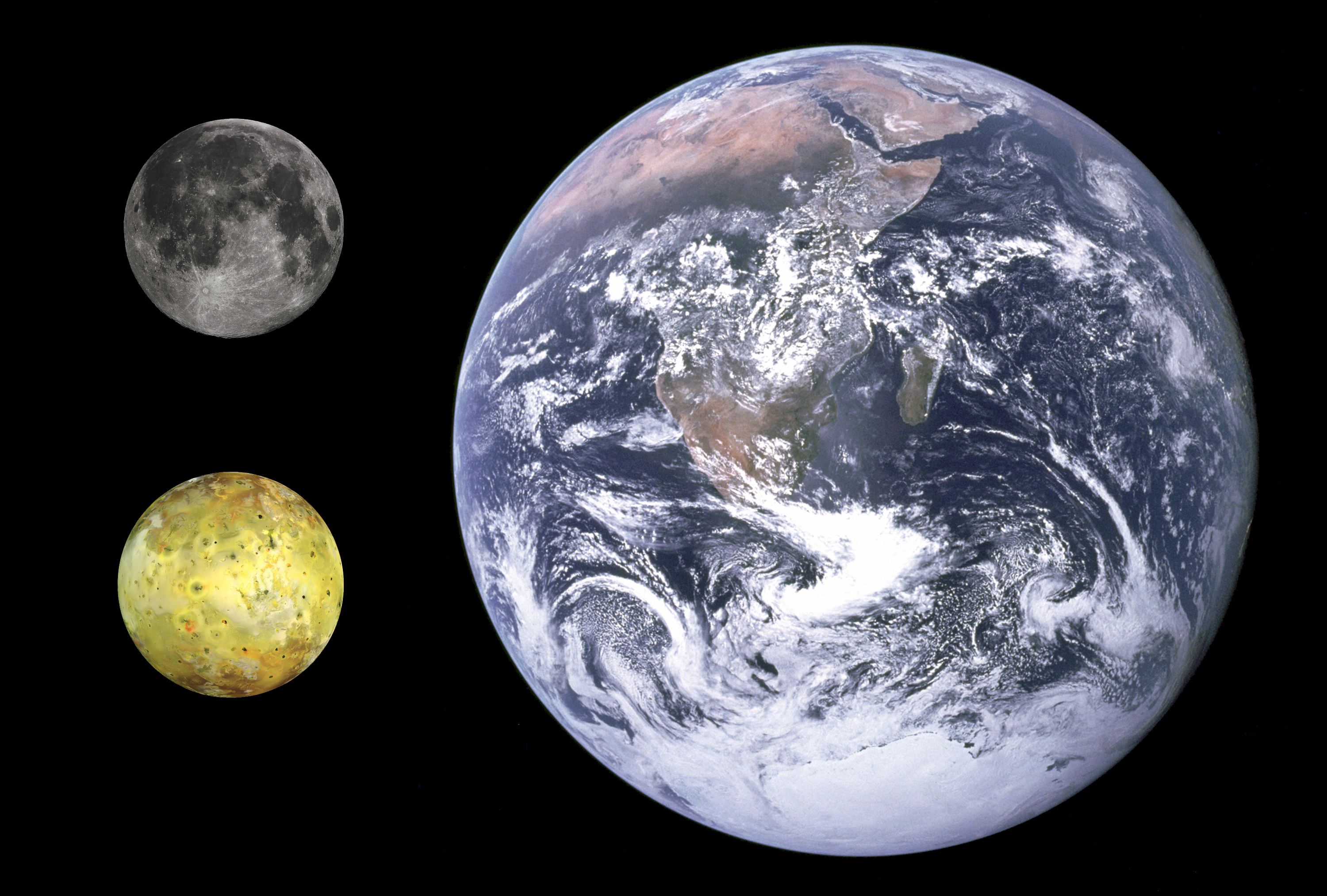
مقایسه آیو و زمین و ماه زمین؛ آیو کمی از ماه زمین پرجرم‌تر و پرحجم‌تر است.
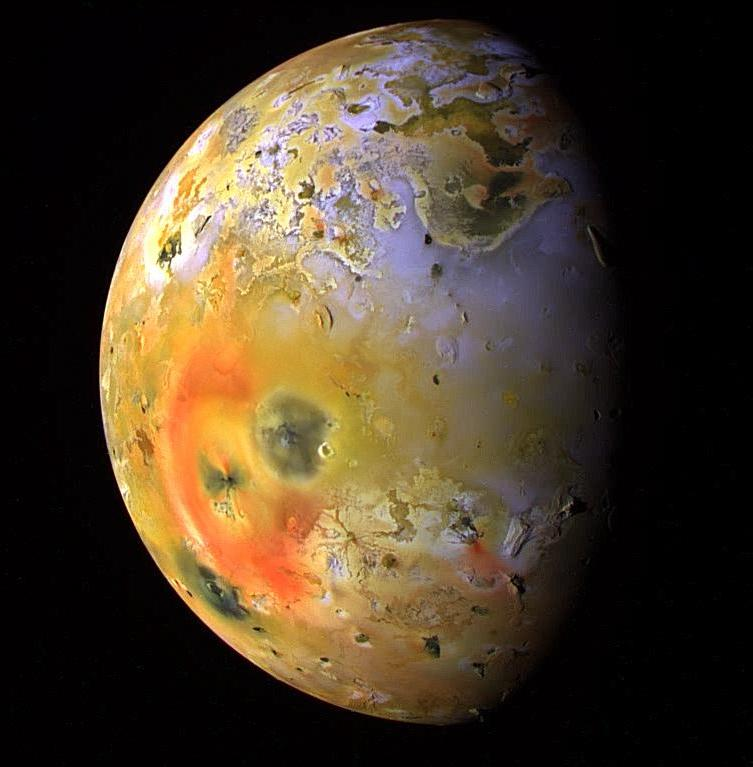
تصویر سطح آیو با افزایش کیفیت رنگ به‌صورت کامپیوتری
ماه‌های گالیله‌ای هنگام گردش دور سیارهٔ مشتری       مشتری •        آیو •        اروپا •        گانیمد •        کالیستو